# Костильоле-Салуццо
Костильоле-Салуццо (итал. Costigliole Saluzzo) — коммуна в Италии, располагается в регионе Пьемонт, в провинции Кунео.
Население составляет 3294 человека (2008 г.), плотность населения составляет 220 чел./км². Занимает площадь 15 км². Почтовый индекс — 12024. Телефонный код — 0175.
Покровителем населённого пункта считается святой Sant’Antonio.

## Демография
Динамика населения:

## Города-побратимы
- Банон, Франция
- Бомон-ле-Валанс, Франция
- Ориоло, Италия

## Администрация коммуны
- Официальный сайт: http://www.comune.costigliolesaluzzo.cn.it/